# Твёрдость
Твёрдость — свойство материала сопротивляться внедрению более твёрдого тела — индентора.
Метод определения восстановленной твёрдости.
Твёрдость определяется как отношение величины нагрузки к площади поверхности, площади проекции или объёму отпечатка. Различают поверхностную, проекционную и объемную твёрдость:
- поверхностная твёрдость — отношение нагрузки к площади поверхности отпечатка;
- проекционная твёрдость — отношение нагрузки к площади проекции отпечатка;
- объёмная твёрдость — отношение нагрузки к объёму отпечатка.

Твёрдость измеряют в трёх диапазонах: макро, микро, нано.
- Макродиапазон регламентирует величину нагрузки на индентор от 2 Н до 30 кН.
- Микродиапазон (см. микротвёрдость) регламентирует величину нагрузки на индентор менее 2 Н и глубину внедрения индентора больше 0,2 мкм.
- Нанодиапазон регламентирует только глубину внедрения индентора, которая должна быть меньше 0,2 мкм[1]. Часто твёрдость в нанодиапазоне называют нанотвердость (англ. nanohardness). Величина нанотвердости может значительно отличаться от микротвёрдости для одного и того же материала[2][3].

Измеряемая твёрдость, прежде всего, зависит от нагрузки, прикладываемой к индентору. Такая зависимость получила название размерного эффекта (indentation size effect). Характер зависимости твёрдости от нагрузки определяется формой индентора:
- для сферического индентора — с увеличением нагрузки твёрдость увеличивается — обратный размерный эффект (reverse indentation size effect);
- для индентора в виде пирамиды Виккерса или Берковича — с увеличением нагрузки твёрдость уменьшается — прямой или просто размерный эффект (indentation size effect);
- для сфероконического индентора (типа конуса для твердомера Роквелла) — с увеличением нагрузки твёрдость сначала увеличивается, когда внедряется сферическая часть индентора, а затем начинает уменьшаться (для конической части индентора).

## Методы измерения твёрдости

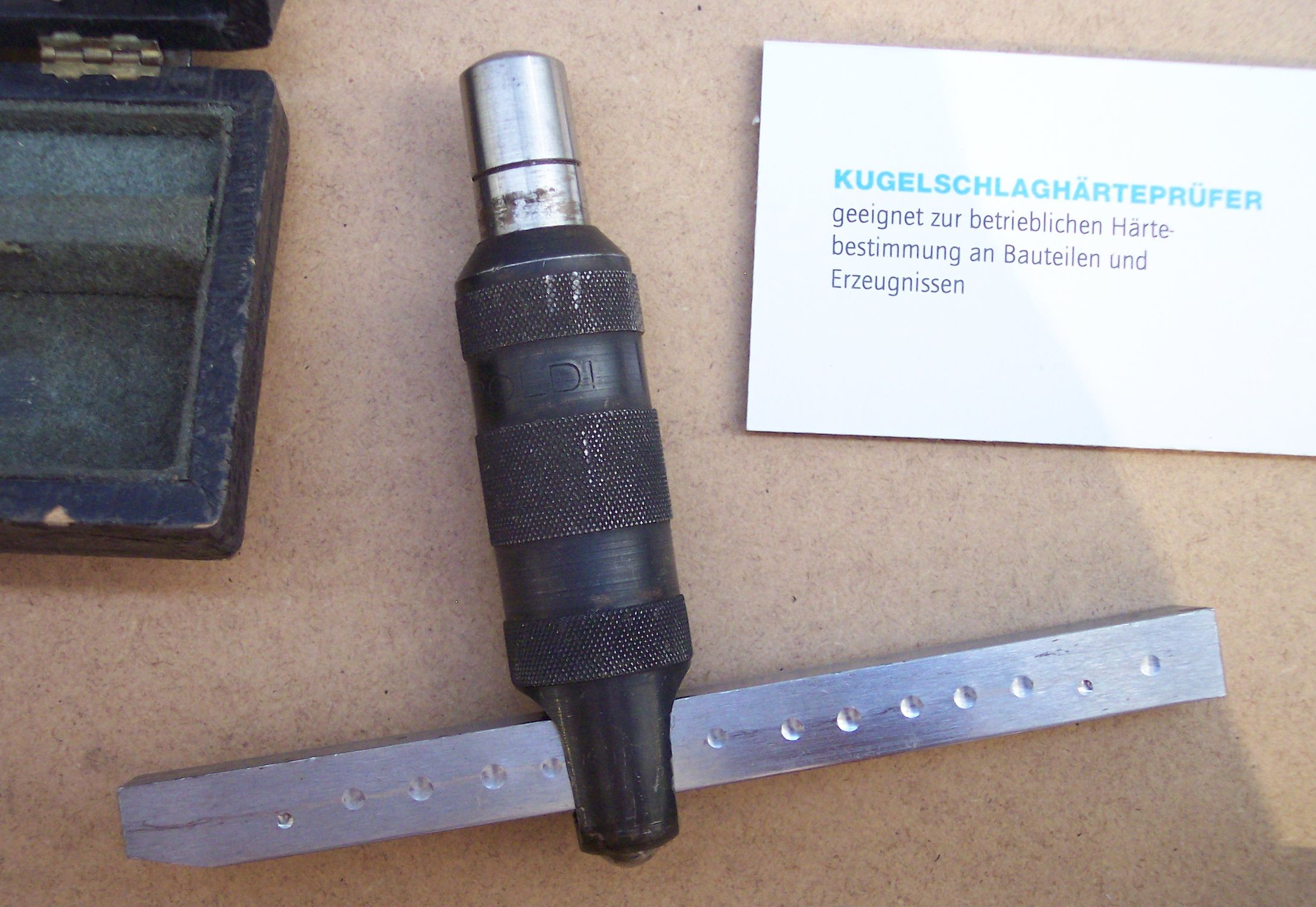
Прибор Польди

Методы определения твёрдости по способу приложения нагрузки делятся на: 1) статические и 2) динамические (ударные).
Для измерения твёрдости существуют несколько шкал (методов измерения):
- Метод Бринелля — твёрдость определяется по диаметру отпечатка, оставляемому твердосплавным шариком, вдавливаемым в поверхность. Твёрдость вычисляется как отношение усилия, приложенного к шарику, к площади отпечатка (причём площадь отпечатка берётся как площадь части сферы, а не как площадь круга см. твёрдость по Мейеру); размерность единиц твёрдости по Бринеллю МПа (кгс/мм²). Твёрдость, определённая по этому методу, обозначается HBW, где H — hardness (с англ. — «твёрдость»), B — Бринелль, W — материал индентора, затем указывают диаметр индентора, нагрузку и время выдержки. Стальные шарики в качестве инденторов для метода Бринелля уже не используются.
- Метод Роквелла — твёрдость определяется по относительной глубине вдавливания стального, твердосплавного шарика или алмазного конуса в поверхность тестируемого материала. Твёрдость, определённая по этому методу, является безразмерной и обозначается HRA, HRB, HRC и т. д.; твёрдость вычисляется по формуле HR = 100 (130) − h/e, где h — глубина относительного вдавливания наконечника после снятия основной нагрузки, а e — коэффициент, равный 0,002 мм для метода Роквелла и 0,001 мм для супер Роквелла. Таким образом, максимальная твёрдость по Роквеллу по шкалам A и C составляет 100 единиц, а по шкале B — 130 единиц. Всего существует 54 шкалы измерения твёрдости по Роквеллу.
- Метод Виккерса — твёрдость определяется по площади отпечатка, оставляемого четырёхгранной алмазной пирамидкой, вдавливаемой в поверхность. Твёрдость вычисляется как отношение нагрузки, приложенной к пирамидке, к площади поверхности отпечатка (причём площадь поверхности отпечатка берётся как площадь части геометрически правильной пирамиды, а не как площадь поверхности фактического отпечатка); размерность единиц твёрдости по Виккерсу кгс/мм². Твёрдость, определённая по этому методу, обозначается HV с обязательным указанием нагрузки и времени выдержки.
- Методы Шора:

- Твёрдость по Шору (метод вдавливания) — твёрдость определяется по глубине проникновения в материал специальной закалённой стальной иглы (индентора) под действием калиброванной пружины. В данном методе измерительный прибор именуется дюрометром. Обычно метод Шора используется для определения твёрдости низкомодульных материалов (полимеров). Метод Шора, описанный стандартом ASTM D2240, оговаривает 12 шкал измерения. Чаще всего используются варианты A (для мягких материалов) или D (для более твёрдых). Твёрдость, определённая по этому методу, обозначается буквой используемой шкалы, записываемой после числа с явным указанием метода.

- Дюрометры и шкалы Аскер — по принципу измерения соответствует методу вдавливания (по Шору). Фирменная и нац. японская модификация метода. Используется для мягких и эластичных материалов. Отличается от классического метода Шора некоторыми параметрами измерительного прибора, фирменными наименованиями шкал и инденторами.

- Твёрдость по Шору (метод отскока) — метод определения твёрдости очень твёрдых (высокомодульных) материалов, преимущественно металлов, по высоте, на которую после удара отскакивает специальный боёк (основная часть склероскопа — измерительного прибора для данного метода), падающий с определённой высоты. Твёрдость по этому методу Шора оценивается в условных единицах, пропорциональных высоте отскакивания бойка. Основные шкалы C и D. Обозначается HSx, где H — Hardness, S — Shore и x — латинская буква, обозначающая тип использованной при измерении шкалы.

Следует понимать, что хотя оба этих метода являются методами измерения твёрдости, предложены одним и тем же автором, имеют совпадающие названия и совпадающие обозначения шкал, это — не версии одного метода, а два принципиально разных метода с разными значениями шкал, описываемых разными стандартами.
- Метод Кузнецова — Герберта — Ребиндера — твёрдость определяется временем затухания колебаний маятника, опорой которого является исследуемый металл;
- Метод Польди (двойного отпечатка шарика) — твёрдость оценивается в сравнении с твёрдостью эталона, испытание производится путём ударного вдавливания стального шарика одновременно в образец и эталон (см. иллюстрацию);
- Шкала Мооса — определяется по тому, какой из десяти стандартных минералов царапает тестируемый материал, и какой материал из десяти стандартных минералов царапается тестируемым материалом.
- Метод Бухгольца — метод определения твёрдости при помощи «прибора Бухгольца». Предназначен для испытания на твёрдость (твёрдость по Бухгольцу) полимерных лакокрасочных покрытий при вдавливании «индентора Бухгольца». Метод регламентируют стандарты ISO 2815, DIN 53153, ГОСТ 22233[8][9].
- Тест твёрдости Янка — метод определения твёрдости древесины при помощи вдавливания стального шарика.

Методы измерения твёрдости делятся на две основные категории: статические методы определения твёрдости и динамические методы определения твёрдости.
Для инструментального определения твёрдости используются приборы, именуемые твёрдомерами. Методы определения твёрдости, в зависимости от степени воздействия на объект, могут относиться как к неразрушающим, так и к разрушающим методам.
Существующие методы определения твёрдости не отражают целиком какого-нибудь одного определённого фундаментального свойства материалов, поэтому не существует прямой взаимосвязи между разными шкалами и методами, но существуют приближённые таблицы, связывающие шкалы отдельных методов для определённых групп и категорий материалов. Данные таблицы построены только по результатам экспериментальных тестов и не существует теорий, позволяющих расчётным методом перейти от одного способа определения твёрдости к другому.
Конкретный способ определения твёрдости выбирается исходя из свойств материала, задач измерения, условий его проведения, имеющейся аппаратуры и др. 
В СНГ стандартизированы не все шкалы твёрдости.

## Нормативные документы
- ГОСТ 8.062—85 «Государственная система обеспечения единства измерений. Государственный специальный эталон и государственная поверочная схема для средств измерений твёрдости по шкалам Бринелля»
- ГЭТ 33—85 «Государственный специальный эталон единиц твёрдости по шкалам Бринелля»
- ГОСТ 24621-91 (ISO 868-85) «Определение твёрдости при вдавливании с помощью дюрометра (твёрдость по Шору)».
- ГОСТ 263-75 «Резина. Метод определения твёрдости по Шору А».
- ГОСТ 23273-78 «Металлы и сплавы. Измерение твёрдости методом упругого отскока бойка (по Шору)».
- ISO 2815 «Paints and varnishes — Buchholz indentation test».
- DIN 53153 «Buchholz hardness».
- ISO 14577 Metallic Materials. Instrumented indentation test for hardness and materials parameters. Part 1: Test method.